# I Can't Believe It's Teddybears STHLM
I Can’t Believe It’s Teddybears Sthlm är ett musikalbum från 1996 av den svenska musikgruppen Teddybears Sthlm, senare kallade Teddybears.

## Låtlista
1. Magic Finger
2. Two Time Nation
3. Fish Out Of Water
4. Irresistable Itch
5. Kanzi
6. Rude Criminal
7. The Robots
8. Jim
9. Adapted
10. Fellowship Blinkers
11. Stumbles & Falls
12. Me, Mum & Daddy
13. Boris